# Titularbistum Prusa
Prusa ist ein Titularbistum der römisch-katholischen Kirche.
Es geht zurück auf einen untergegangenen Bischofssitz in der antiken Stadt Prusa ad Olympum (heute  Bursa), die in der kleinasiatischen Landschaft Bithynien lag. Der Bischofssitz war der Kirchenprovinz Nikomedia zugeordnet.
| Titularbischöfe von Prusa |                                               | |                    |                   |
| Nr.                       | Name                                          | Amt | von                | bis               |
| 1                         | Benjamin Petre OSB                            | Apostolischer Koadjutorvikar des London Districts Apostolischer Vikar des London Districts (Großbritannien)                            | 23. Juni 1721      | 22. Dezember 1758 |
| 2                         | Michał Roman Sierakowski                      | Weihbischof in Przemysl (Polen) | 28. September 1778 | 1802              |
| 3                         | Melchior-Marie-Joseph de Marion-Brésillac SMA | Apostolischer Pro-Vikar von Coimbatore Apostolischer Vikar von Coimbatore (Indien) Apostolischer Vikar von Sierra Leone (Sierra Leone) | 16. März 1845      | 25. Juni 1859     |
| 4                         | Paweł Rzewski                                 | Weihbischof in Warschau (Polen) | 16. März 1863      | 23. Oktober 1892  |
| 5                         | Jacobus Cornelis Meeuwissen CSsR              | Apostolischer Vikar von Niederländisch Guyana-Suriname (Suriname)                                                                      | 3. März 1907       | 29. Juni 1916     |
| 6                         | José Marcos Semeria                           | emeritierter Bischof von Melo (Uruguay)                                                                                                | 9. Juni 1922       | 11. Oktober 1934  |
| 7                         | Gregorio Elias Olazar Muruaga CP              | Apostolischer Koadjutorvikar von San Gabriel de la Dolorosa del Marañón Apostolischer Vikar von Yurimaguas (Peru)                      | 11. Dezember 1952  | 26. Februar 1976  |